# Shineray Phoenix
A Shineray Phoenix é um ciclomotor produzido e desenvolvido pela Shineray no ano de 2011. Possui design CUB, com uma motorização de 50cm³ de cilindrada.  Este veículo tem uma motorização leve, porém, o seu motor possui embreagem manual (exceto o modelo S) e componentes semelhantes a das motos populares. Ela está disponível na versão partida elétrica e pedal. Possui câmbio com quatro marchas, todas para baixo. O motor de 4 tempos tem 2,7 cavalos de potência à 7500 rpm.
Comparadas às outras motos de mesma cilindrada, a Phoenix é uma das que possuem melhor desempenho na velocidade. Com isso, sua velocidade máxima pode chegar até 80Km/h.
Esses ciclomotores com um preço bem acessível, são conhecida entre os adolescentes e adultos por não precisar de emplacamento e nem habilitação, mas a realidade é outra. O Detran exige que o condutor possua sua ACC (Autorização pra Condução de Ciclomotores), mas é um documento inexistente por ter os mesmos requisitos da CNH. E o emplacamento é decidido pelo município, segundo o CTB. Mas a maioria não usam placa, pois ainda alguns municípios não têm a lei obrigando. Sendo assim, elas são muito utilizadas pelas pessoas que não possuem carteira de habilitação.